# Post-Credit-Szene
Unter einer Post-Credit-Szene oder Mid-Credit-Szene versteht man eine Szene in Filmen oder Fernsehserien, die im (Mid-Credit-Szene) oder nach dem Abspann (Post-Credit-Szene) gezeigt wird. Eine solche Szene wird oftmals verwendet, um indirekt eine Fortsetzung des Films anzukündigen oder den vorherigen Film zu ironisieren (z. B. Banditen!, USA 2001, Barry Levinson).
Die Komplexität der Post-Credit-Szene reicht von einem Epilog bis zum kurzen Lacher (stinger gag), etwa in Crocodile Dundee II (USA 1988), in dem die Hauptfigur fragt: „Bereit, nach Hause zu gehen?“ In der Regel soll das Publikum motiviert werden, den Abspann abzuwarten und so diesen auch wahrzunehmen. Eine der ersten Post-Credit-Szenen wurde in Muppet Movie (USA 1979) gezeigt.
In den Filmen des Marvel Cinematic Universe entwickelten sich die Post-Credit-Szenen zu einem immer wiederkehrenden Stilmittel und wurden dazu genutzt, kommende Charaktere und Handlungswendungen für zukünftige Filmprojekte anzudeuten. Die Aufforderung, nach jedem Marvel-Film noch bis zum Ende des Abspanns im Kinosaal sitzen zu bleiben, wurde nach dem Erscheinen von Iron Man (2008) unter Zuschauern und Fans der Filme ein regelrechtes (Internet-)Phänomen der Popkultur.